# Самуило Кометопул
Самуило Алусијан је био бугарски принц из породице Комитопул, и војни заповедник у византијској војсци у 11. веку.
Самуило је син Алусијана и унук последњег цара Првог бугарског царства Јована Владислава.
За време владавине цара Романа IV Диогена Самуило је служио војну службу у теми Јермениона са чином вестарха . Године 1068. учествовао је у царевом походу на Турке Селџуке у Малој Азији, а пошто се у децембру те године мелитовски стратег намерно није одупро Турцима у нападу на град Аморион, цар га је уклонио са тог положаја и на исти положај поставио је Самуила, који му је био од поверења. Као византијски војсковођа помиње се и 1069. године, када су се трупе којима је командовао безуспешно бориле против побуњеног латинског најамника Роберта Криспина у теми Јерменикон. Упркос поразу, Самуила је цар Роман IV унапредио у чин проедера и војводе или команданта пет западноримских легија које се налазе на теми Јерменикон, као и најамничких трупа које су тамо стациониране, што је утврђено очуваним молидвовулом  са натписом „Богородице, помози слузи твоме Самуилу Алусијану, проедору и војводу“. Као његов рођак и присталца, Самуило Алусијан је смењен са функције под притиском дворске странке непријатељске према Диогену и изгубио је сваки политички утицај.